# Синяя птица (мультфильм)
«Синяя птица» — советский полнометражный мультипликационный фильм 1970 года. Сатирическая сказка по мотивам одноимённой пьесы Мориса Метерлинка.

## Сюжет
Действие фильма начинается в современном капиталистическом городе. В поисках пищи на рынке мальчик спасает бездомного Пса от жестокого продавца. За это проходившая мимо старушка, оказавшаяся Феей, дарит ему Синюю птицу, которую нельзя ни продать, ни купить, но можно подарить. Он прячет её на чердаке среди старых вещей, чтобы потом показать её своей младшей сестре.
Поднявшись ночью на чердак, брат и сестра встречаются с давно умершими бабушкой и дедушкой, которые объясняют им, что в Синей птице заключено счастье для всех, а потому она должна быть на свободе. Выпустить птицу не удаётся, потому что клетку с ней украл подозрительный Кот. Вместе с псом дети отправляются искать Синюю птицу и встречают Богача, который, как выясняется, тоже ищет Синюю птицу, чтобы накормить ею выращиваемую им Новую войну и завоевать мир.
Богач пытается накормить детей различными деликатесами, чтобы они забыли о Синей птице, но Фея не даёт им соблазниться и помогает уйти. Дети оказываются в тёмных шахтах, где их встречают весёлые работяги и угощают хлебом. Потом они вновь встречают Фею, которая даёт в помощь вечных спутников человека — Огонь, Воду и Хлеб. Оказывается, Кот похитил Синюю птицу по заданию своей хозяйки, Ночи, которая намерена продать её Богачу. Затем Огонь сжигает Ночь, Кот тонет в Воде, а мальчик похищает птицу у Богача, но в ходе погони срывается вместе с нею с часовой башни.
Наступает утро. Мальчик просыпается в своей крошечной квартире, и выясняется, что всё это было сном. Вместе с сестрой они поднимаются на чердак и выпускают Синюю птицу на волю.

## Создатели
- Автор сценария и режиссёр: Василий Ливанов
- Художник-постановщик: Макс Жеребчевский
- Композитор: Геннадий Гладков
- Оператор: Михаил Друян
- Звукооператор: Георгий Мартынюк
- Монтажёр: Лидия Кякшт
- Художник: Борис Садовников
- Режиссёр-ассистент: Наталия Котовщикова
- Ассистенты:
  - Татьяна Фёдорова
  - Е. Новосельская
  - Нина Николаева
  - Р. Бикмаева
  - Наталия Наяшкова
- Художники-мультипликаторы:
  - Валентин Кушнерёв
  - Наталия Богомолова
  - Олег Сафронов
  - Виолетта Колесникова
  - Борис Бутаков
  - Сергей Дёжкин
  - Светлана Жутовская
  - Кирилл Малянтович
  - Геннадий Сокольский
  - Яна Вольская
  - Анатолий Абаренов
  - Юрий Кузюрин
  - Юрий Бутырин
  - Иосиф Куроян
- Художники:
  - Станислав Соколов
  - Л. Чалая
  - Зинаида Зарб
  - Алексей Соловьёв
  - Дмитрий Анпилов
  - Е. Балабанова
  - С. Кузнецов
  - Анна Атаманова
- Роли озвучивали:
  - Лия Ахеджакова — Мальчик (в титрах Ахиджакова)
  - Людмила Гнилова — Девочка
  - Татьяна Доронина — Фея
  - Владимир Кенигсон — Богач
  - Василий Ливанов — Пёс/Шахтёр/Хлеб/Кот
  - Рина Зелёная — Бабушка
  - Юрий Яковлев — Дедушка
- Исполнители:
  - Московский государственный хор
  - Детский хор «Спутник»
  - Государственный симфонический оркестр кинематографии
    - Дирижёр: Владимир Васильев
- Редактор: Аркадий Снесарев
- Директор картины: Любовь Бутырина

## Производство
Изначально мультфильм должен был быть мюзиклом, подобно предыдущему проекту Ливанова «Бременские музыканты». Как и прежде, Юрий Энтин написал несколько песен, но затем Ливанов пересмотрел концепцию и полностью отказался от идеи мюзикла.
Часть эпизодов выполнена в технике фотоколлажа, что по тем временам было технологическим новаторством при изготовлении фонов. Автором этих эпизодов была режиссёр и художник-мультипликатор Наталья Голованова (Котовщикова).
Музыкальную композицию написал Геннадий Гладков, исполняют Государственный симфонический оркестр кинематографии под управлением Владимира Васильева, Московский государственный хор и Детский хор «Спутник».